# Order Maksymiliana
Order Maksymiliana (niem. Maximiliansorden), Bawarski Order Maksymiliana za Naukę i Sztukę (Bayerische Maximiliansorden für Wissenschaft und Kunst) – bawarski jednoklasowy order przyznawany za zasługi w dziedzinie nauki i sztuki.

## Historia
Order został ustanowiony 28 listopada 1853 przez Maksymiliana II Wittelsbacha, na wzór pruskiego Pour le Mérite, z bawarskim królem jako jego wielkim mistrzem. Przestał funkcjonować jako odznaczenie państwowe w 1919, zniesiony przez konstytucję Republiki Weimarskiej. Odtąd przyznawany był jeszcze do 1933, kiedy to do władzy doszli narodowi socjaliści, którzy zakazali nadawania i przyjmowania jakichkolwiek odznaczeń dawnych panujących rodów niemieckich.
Ustawą z 18 marca 1980 został wznowiony przez premiera bawarskiego Franza Josefa Straußa w celu nagradzania wybitnych osiągnięć na polu nauki i sztuki.
Podzielony jest na dwie kategorie – naukową i artystyczną – a nadawany jest przede wszystkim niemieckim naukowcom i artystom, zarówno mężczyznom jak i kobietom. Liczba żyjących odznaczonych nie może przekroczyć 100 osób.
Order nadaje premier Wolnego Kraju Bawarii, po zasięgnięciu opinii Rady Orderu, która składa się z marszałka landtagu, marszałka senatu, członka rady ministrów, który reprezentuje premiera Bawarii, ministra oświaty i kultury, prezesa Bawarskiej Akademii Nauk, prezesa Bawarskiej Akademii Sztuk Pięknych oraz rektorów jednej z wyższych uczelni  oraz jednej z wyższych uczelni artystycznych, a także powołanego przez premiera przedstawiciela nauk stosowanych. Nadanie może być odwołane przez premiera, jeśli odznaczony zostanie skazany wyrokiem sądowym na karę za poważne przestępstwo.

## Insygnium
Oznaka jednoklasowego orderu to emaliowany obustronnie na niebiesko krzyż trójlistny, z białą krawędzią i z biało-złotymi pojedynczymi promieniami między ramionami krzyża, otoczony białym pierścieniem ze złoconą krawędzią. W medalionie środkowym awersu widnieje w białym polu kroczący na prawo złoty lew bawarski z herbu bawarskiego, otoczony wyrytym we frakturze czarnym napisem: "FÜR WISSENSCHAFT UND KUNST" (w wersji królewskiej w miejscu lwa znajdował się wizerunek profilu fundatora orderu). Medalion środkowy rewersu to biało-niebieski bawarski herb rautowy.
Order noszony był w pierwszej wersji na wstędze niebieskiej z białymi paskami, a od 1980 wieszany jest na białej wstędze z obustronnymi trzema wąskimi i jednym szerszym niebieskim paskiem. Mężczyźni wieszają order na szyi w postaci komandorii, a kobiety na damskiej kokardzie nad lewą piersią poniżej obojczyka.

## Niektórzy odznaczeni[7]
- Joseph Ratzinger (1996, nauka)
- Martin Walser (1995, sztuka)
- Ernst Jünger (1986, sztuka)
- Dietrich Fischer-Dieskau (1984, sztuka)
- Wilhelm Kempff (1984, sztuka)
- Golo Mann (1981, nauka)
- Heinz Rühmann (1981, sztuka)
- Anne-Sophie Mutter (2002, sztuka)